# Heward
Heward es un pueblo canadiense situado en la provincia de Saskatchewan.

## Superficie
Heward tiene una superficie de 0,92 km².

## Demografía
En 2021, tenía 30 habitantes, una densidad poblacional de 32,4 hab./km², y 20 viviendas.